# RAF Fighter Command
Fighter Command kontrollerede Royal Air Forces jagerfly fra 1936 til 1968. Fighter Command er særlig kendt for sin rolle i Slaget om England i 1940.
Oversat fra norsk Wikipedia.